# Prêmio Memorial Klopsteg
O Prêmio Memorial Klopsteg (em inglês:  Klopsteg Memorial Award) é concedido a um físico notável em memória de Paul Ernest Klopsteg. Estabelecido em 1990, é concedido pela American Association of Physics Teachers (AAPT).
O recipiente do prêmio é convidado a apresentar em um encontro de verão da AAPT um tópico de significação atual adequado para ser entendido por não especialistas.

## Recipientes
| Ano  | Recipiente              | Instituição                                                                                   | Tópico                                                                                           |
| ---- | ----------------------- | --------------------------------------------------------------------------------------------- | ------------------------------------------------------------------------------------------------ |
| 1991 | Paul K. Hansman         | Universidade da Califórnia em Santa Bárbara                                                   | Seeing Atoms with the New Generation of Microscopes, Am. J. Phys. 59, 1067 (1991).               |
| 1992 | Gabriel Wienreich       | Universidade de Michigan                                                                      | What Science Knows about Violins And What It Doesn't Know, Am. J. Phys. 61, 1067 (1993).         |
| 1993 | Charles P. Bean         | Instituto Politécnico Rensselaer                                                              | An Invitation to Table-Top Physics Inside and in the Open Air                                    |
| 1994 | David Mermin            | Universidade Cornell                                                                          | More Quantum Magic                                                                               |
| 1995 | Peter Franken           | Universidade do Arizona                                                                       | Municipal Waste, Recycling, and Nuclear Garbage                                                  |
| 1996 | Margaret Geller         | Harvard Smithsonian Center for Astrophysics, Optical Infrared Astronomy Division              |                                                                                                  |
| 1997 | Max Dresden             | Universidade Stanford e Centro de Aceleração Linear de Stanford                               | Scales, Macroscopic, Microscopic, Mesoscopic: Their Autonomy and Interrelation                   |
| 1998 | Sidney R. Nagel         | The James Franck Institute                                                                    | Physics at the Breakfast Table - Or Waking Up to Physics                                         |
| 1999 | Michael Turner          | Universidade de Chicago                                                                       | Cosmology: From Quantum Fluctuations to the Expanding Universe                                   |
| 2000 | Terrence P. Walker      | Universidade do Estado de Ohio                                                                | The Big Bang: Seeing Back to the Beginning                                                       |
| 2001 | Virginia Louise Trimble | Universidade da Califórnia em Irvine                                                          | Cosmology: Man's Place in the Universe                                                           |
| 2002 | Barry Barish            | Instituto de Tecnologia da Califórnia                                                         | Catching the Waves with LIGO                                                                     |
| 2003 | Sylvester James Gates   | Universidade de Maryland                                                                      | Why Einstein Would Love Spaghetti in Fundamental Physics                                         |
| 2004 | Anton Zeilinger         | Universidade de Viena                                                                         | Quantum Experiments: From Philosophical Curiosity to a New Technology                            |
| 2005 | Wendy Freedman          | Carnegie Observatories, Pasadena, CA                                                          | The Accelerating Universe                                                                        |
| 2006 | Lisa Randall            | Universidade Harvard                                                                          | Warped Passages: Unraveling the Mysteries of the Universe’s Hidden Dimensions                    |
| 2007 | Neil deGrasse Tyson     | Astrophysicist and Director, Hayden Planetarium, American Museum of Natural History, New York | Adventures in Science Literacy                                                                   |
| 2008 | Michio Kaku             | Universidade da Cidade de Nova Iorque                                                         | Physics of the Impossible                                                                        |
| 2009 | Lee Smolin              | Instituto Perimeter de Física Teórica                                                         | The Role of the Scientist as a Public Intellectual                                               |
| 2010 | Robert Scherrer         | Universidade Vanderbilt                                                                       | Science and Science Fiction                                                                      |
| 2011 | James Hansen            | O Goddard Institute for Space Studies de NASA                                                 | Halting Human-Made Climate Change: The Case for Young People and Nature                          |
| 2014 | Donald W. Olson         | Texas State University                                                                        | Celestial Sleuth: Using Physics and Astronomy to Solve Mysteries in Art, History, and Literature |
| 2015 | David Weintraub         | Universidade Vanderbilt                                                                       |                                                                                                  |